# C1QTNF3
C1QTNF3 (англ. C1q and TNF related 3) – білок, який кодується однойменним геном, розташованим у людей на короткому плечі 5-ї хромосоми. Довжина поліпептидного ланцюга білка становить 246 амінокислот, а молекулярна маса — 26 994.
| 10         |  | 20         |  | 30         |  | 40         |  | 50         |
| ---------- |  | ---------- |  | ---------- |  | ---------- |  | ---------- |
| MLWRQLIYWQ |  | LLALFFLPFC |  | LCQDEYMESP |  | QTGGLPPDCS |  | KCCHGDYSFR |
| GYQGPPGPPG |  | PPGIPGNHGN |  | NGNNGATGHE |  | GAKGEKGDKG |  | DLGPRGERGQ |
| HGPKGEKGYP |  | GIPPELQIAF |  | MASLATHFSN |  | QNSGIIFSSV |  | ETNIGNFFDV |
| MTGRFGAPVS |  | GVYFFTFSMM |  | KHEDVEEVYV |  | YLMHNGNTVF |  | SMYSYEMKGK |
| SDTSSNHAVL |  | KLAKGDEVWL |  | RMGNGALHGD |  | HQRFSTFAGF |  | LLFETK     |

A: Аланін

C: Цистеїн

D: Аспарагінова кислота

E: Глутамінова кислота

F: Фенілаланін

G: Гліцин

H: Гістидин

I: Ізолейцин

K: Лізин

L: Лейцин

M: Метіонін

N: Аспарагін

P: Пролін

Q: Глутамін

R: Аргінін

S: Серин

T: Треонін

V: Валін

W: Триптофан

Задіяний у такому біологічному процесі, як альтернативний сплайсинг. 
Секретований назовні.